# Ettore Rufo
Ettore Rufo (Rocchetta a Volturno, 24 giugno 1926 – ...) è stato un politico italiano.

## Biografia
Nato a Rocchetta a Volturno nel 1926, svolse la professione di dirigente scolastico e direttore didattico negli istituti del Molise.
Militò politicamente nelle file del Partito Socialista Democratico Italiano e venne eletto presidente della Provincia di Isernia il 13 marzo 1979 con i voti di tutte le opposizioni, avendo la meglio sul candidato designato democristiano Giovanni Memmi, in sostituzione di Angelo Jovine. Da presidente acquistò la definitiva sede di via Berta per l'amministrazione provinciale, allora ancora situata in via Farinacci.
Fu più volte assessore e rimase nel consiglio provinciale fino al marzo 1995.